# Naučná stezka Macocha

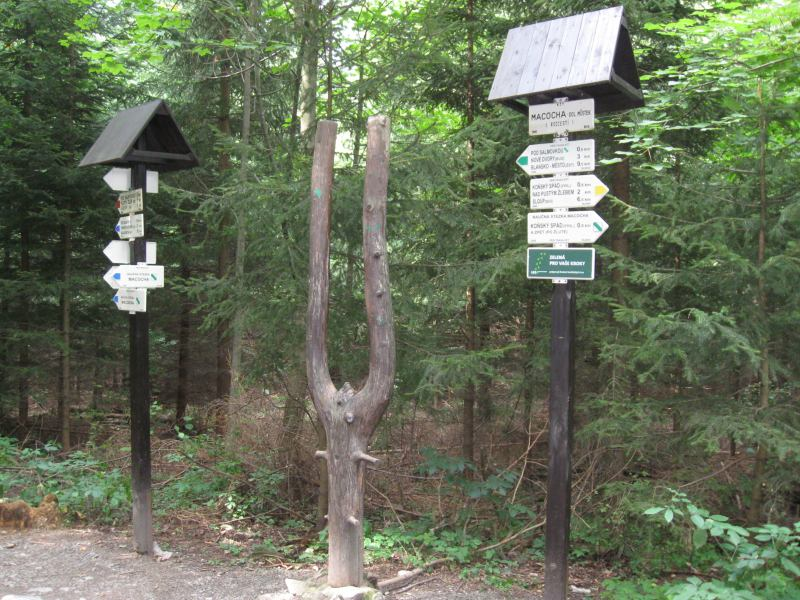
Rozcestník u Macochy - odbočka NS ke Koňskému spádu

Naučná stezka Macocha je jednou z několika naučných stezek, které jsou zhotoveny v chráněné krajinné oblasti Moravský kras.
Stezka začíná u Skalního mlýna a vede Suchým žlebem ke Kateřinské jeskyni. Odtud pokračuje po Křenkově stezce směrem k propasti Macocha. Zde je odbočka k vyhlídce Koňský spád. Od Macochy vede stezka dále do Pustého žlebu, kam se návštěvník CHKO dostane Salmovou stezkou. Stezka pokračuje kolem Čertovy branky a Punkevních jeskyní a končí u svého počátečního bodu na Skalním mlýně.
Délka trasy je 6 km, stezka má 13 zastávek. Ve většině trasy vede v souběhu s jinými značenými turistickými trasami. Její samostatný úsek nevedoucí v souběhu s žádnou další značenou trasou Křenkův pomník - Pod Chobotem má v seznamu tras KČT číslo 9585.